# Harlingen (Texas)
Harlingen ist die zweitgrößte Stadt im Cameron County im US-Bundesstaat Texas. Harlingen liegt nahe der mexikanischen Grenze und der South Padre Island. Das U.S. Census Bureau hat bei der Volkszählung 2020 eine Einwohnerzahl von 71.829 ermittelt.

## Geschichte
Die Stadt wurde 1904 gegründet und nach Harlingen in den Niederlanden benannt. Noch im selben Jahr wurde eine Post gebaut, 1905 eine Schule. Am 15. April 1910 hatte die Stadt 1126 Einwohner, 1920 1748 Einwohner. Die Wirtschaft war anfangs noch völlig auf landwirtschaftlicher Basis. Es wurde Gemüse und Baumwolle angebaut. Die Auflösung der Harlingen Air Force Base im Jahr 1962 führte dann aber zu einer Diversifikation der lokalen Wirtschaft.

## Demografie
Die Stadt hatte im Jahr 2020 71.829 Einwohner auf 88,9 km².

### Bevölkerungsentwicklung

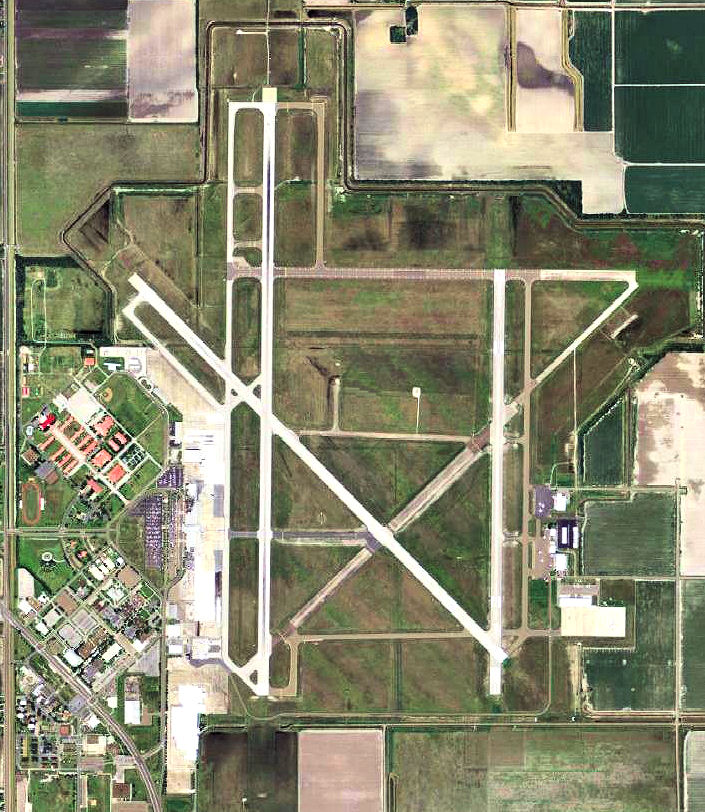
Der Valley International Airport

## Transport
In der Stadt liegt der Valley International Airport.

## Name
Die Stadt wurde nach der Gemeinde Harlingen in den Niederlanden benannt.

## Bildung
In der Stadt gibt es die University of Texas Rio Grande Valley.

## Persönlichkeiten

### Söhne und Töchter der Stadt
- Bobby Morrow (1935–2020), Leichtathlet
- Gloria Anzaldúa (1942–2004), Autorin, Intellektuelle und Aktivistin
- Rachel McLish (* 1955), Bodybuilderin, Schauspielerin und Autorin
- Beth Nielsen Chapman (* 1958), Sängerin und Komponistin
- Nick Stahl (* 1979), Schauspieler

### Persönlichkeiten mit Bezug zur Stadt
- Leonard E. Dickson (1874–1954), Mathematiker; lebte in Harlingen
- Harry Nyquist (1889–1976), Ingenieur der Elektrotechnik; lebte in Harlingen
- Bill Haley (1925–1981), Rock-’n’-Roll-Musiker; lebte in Harlingen
- Thomas Haden Church (* 1960), Schauspieler; machte seinen Schulabschluss an der Harlingen High School

## Galerie

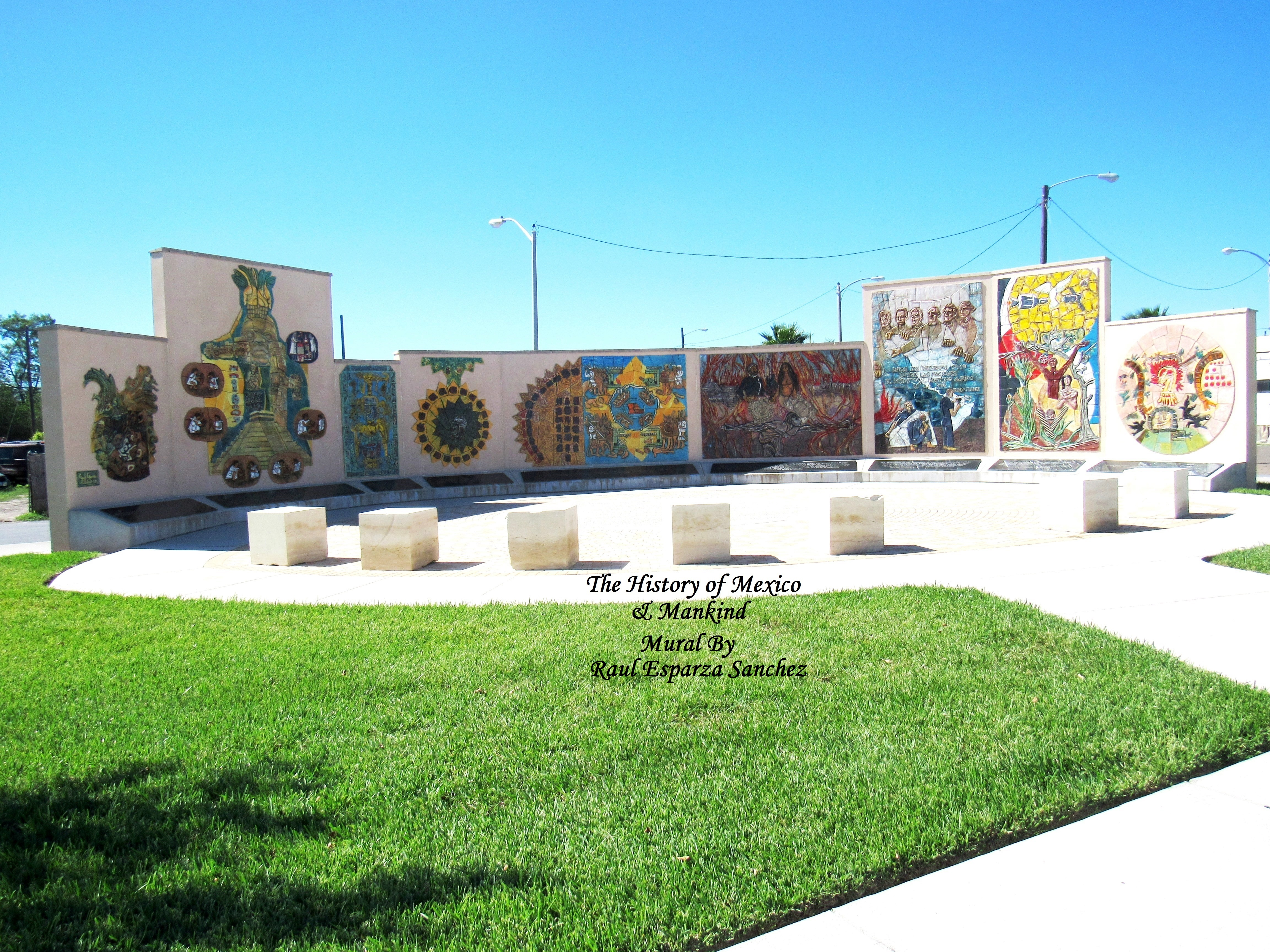
Park
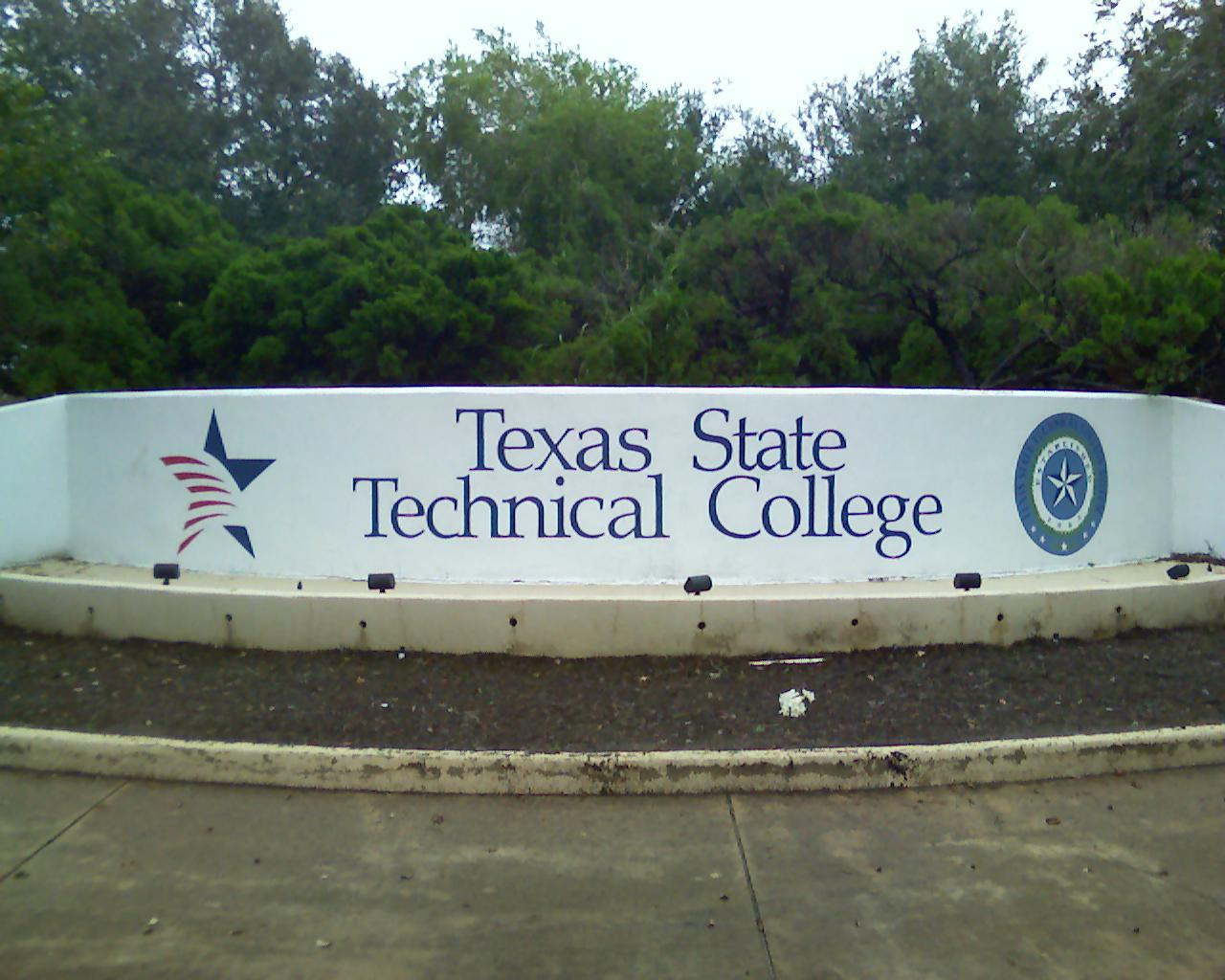
Texas State Technical College in Harlingen
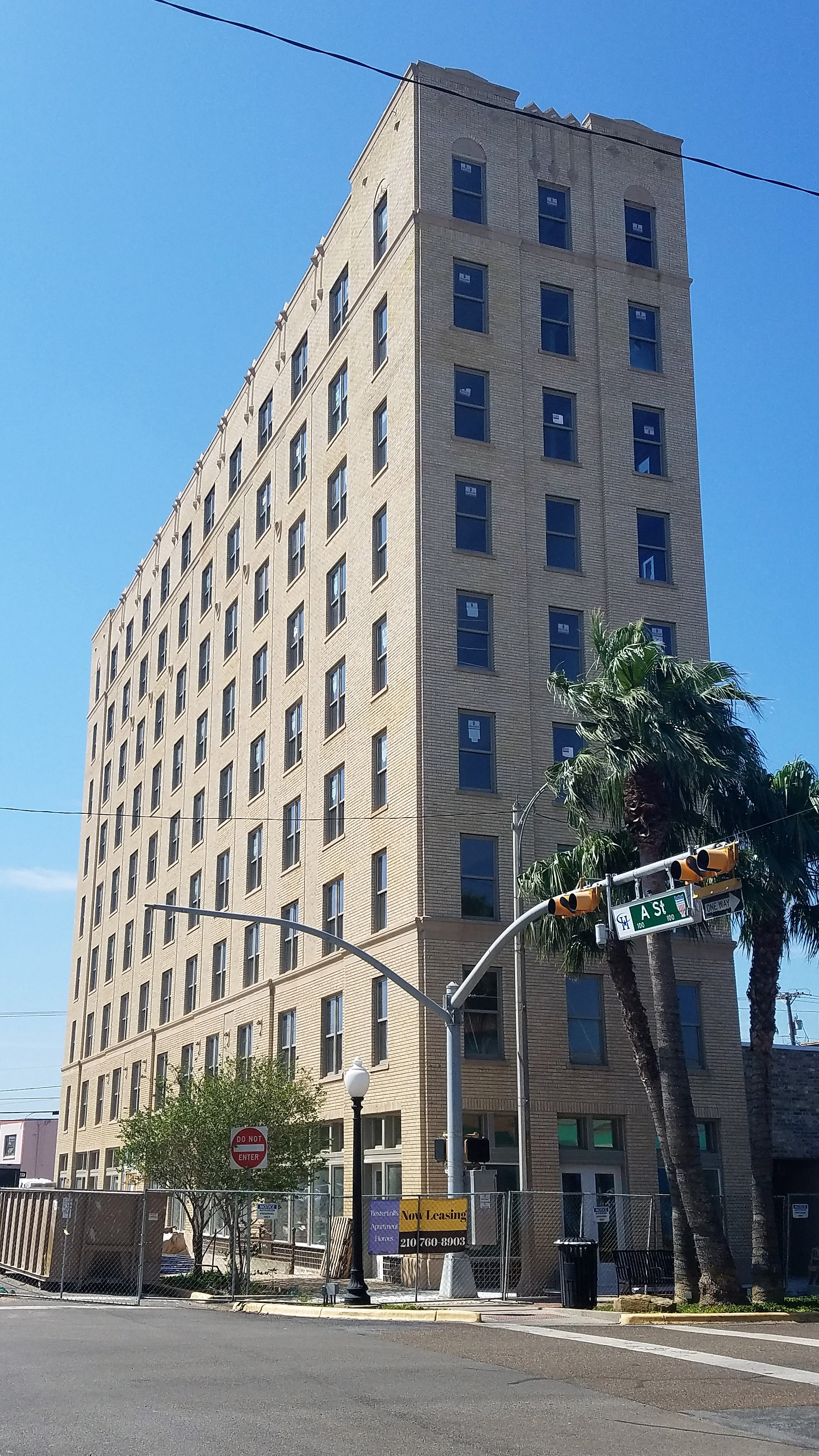
Das Baxter Building
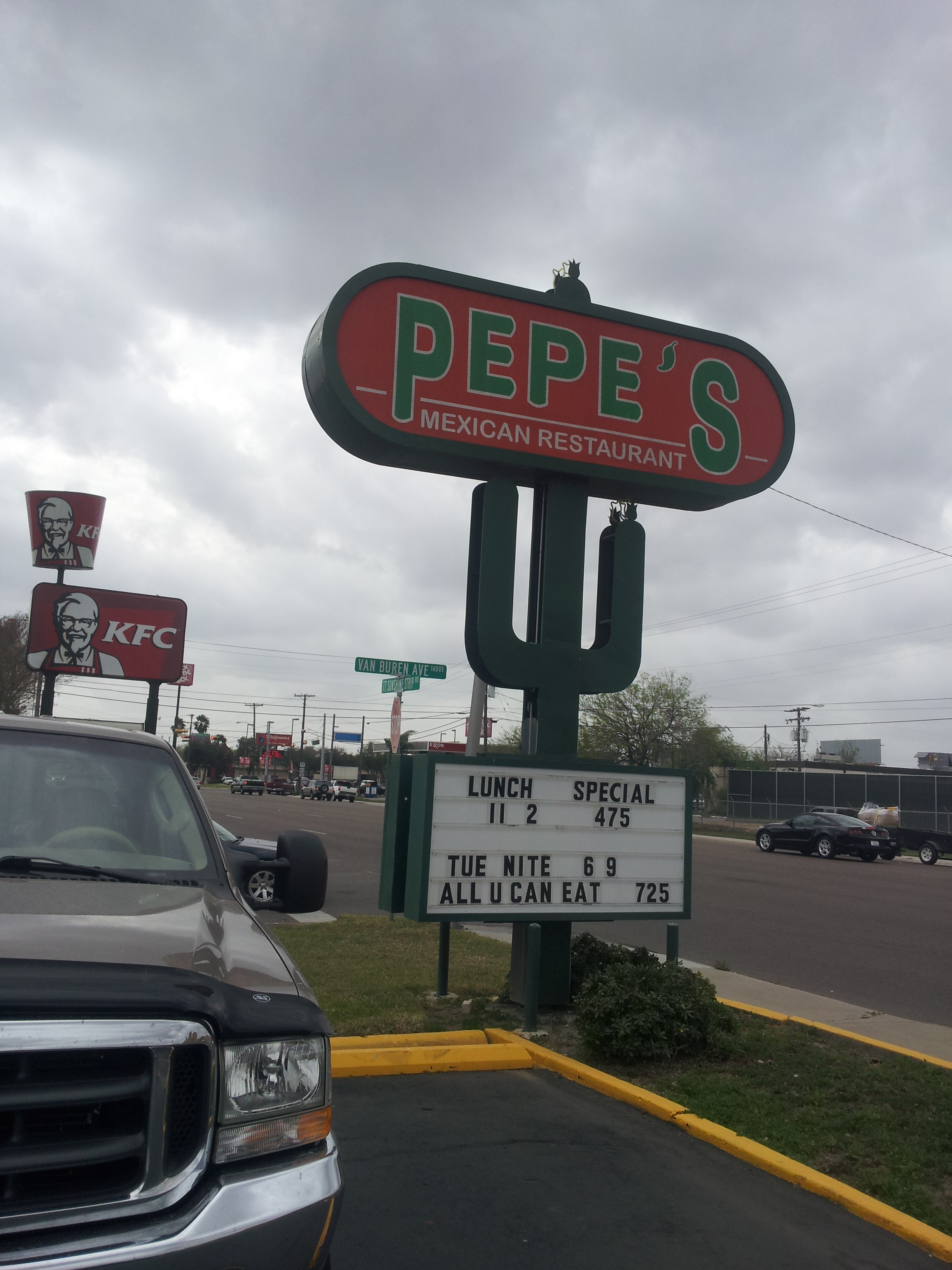
Drive-In
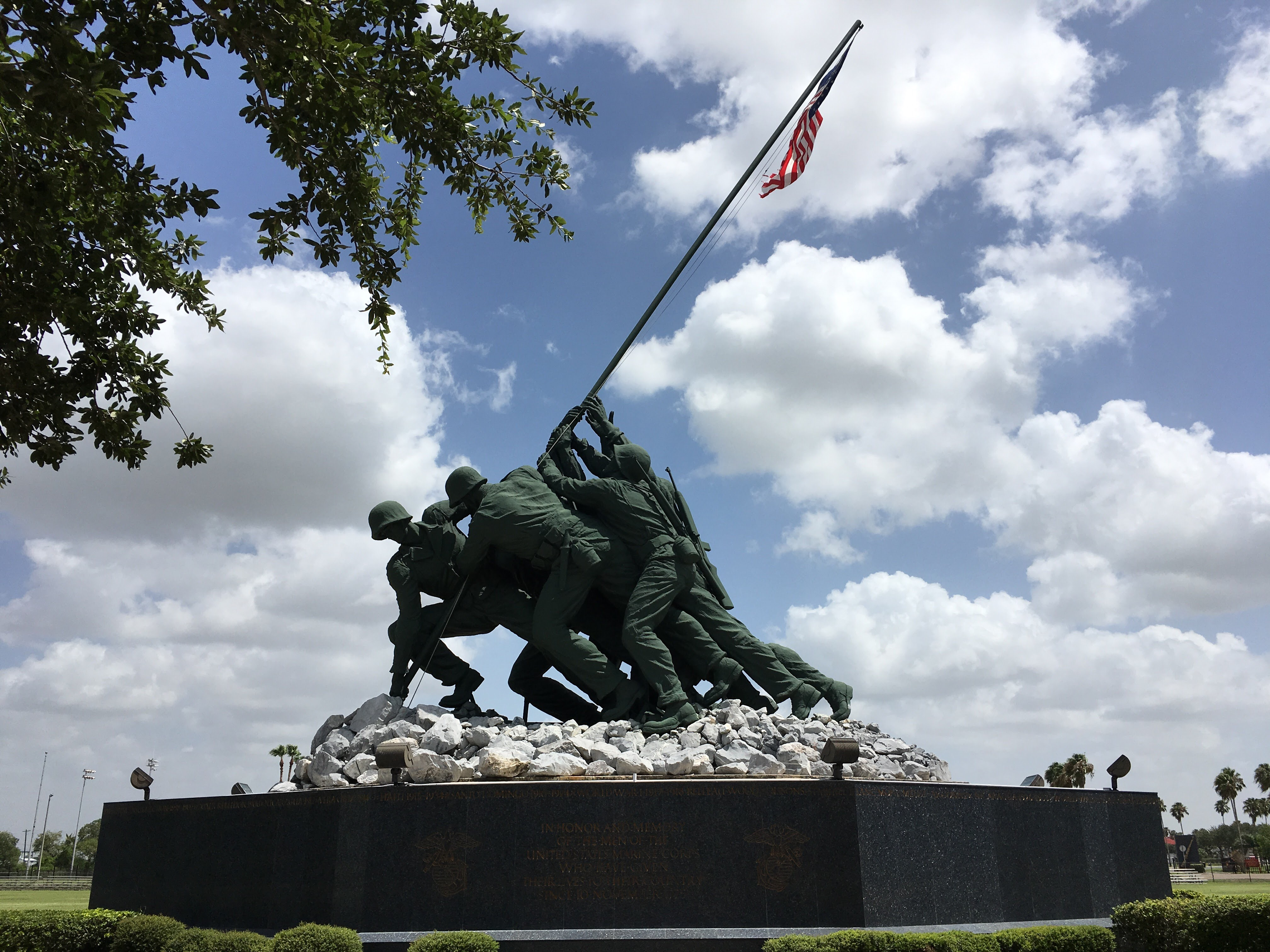
Das Iwo Jima Monument Mold
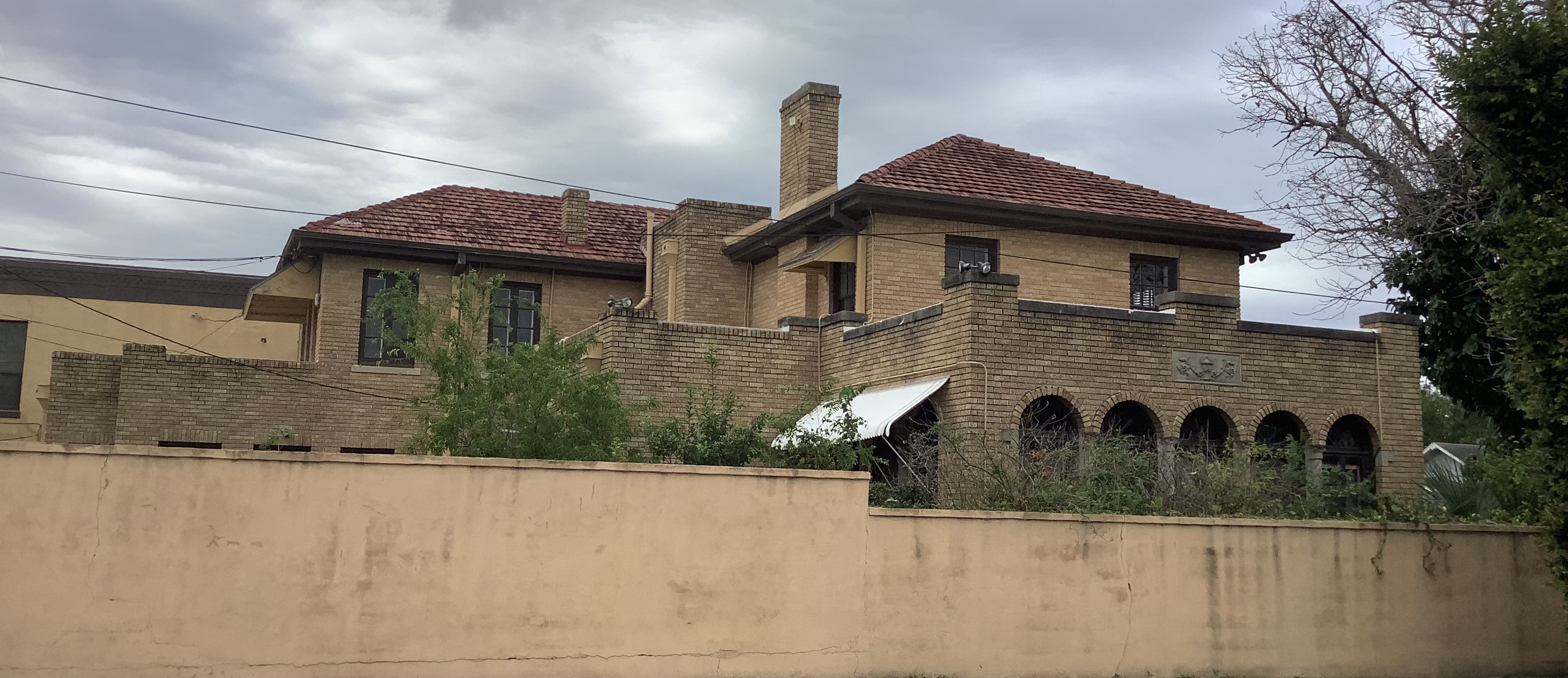
Ein Haus